# 935 Clivia
935 Clivia, asteroid glavnog pojasa. Otkrio ga je Karl Wilhelm Reinmuth, 7. rujna 1920.

## Vanjske poveznice
- Minor Planet Center